# Louis Galliac

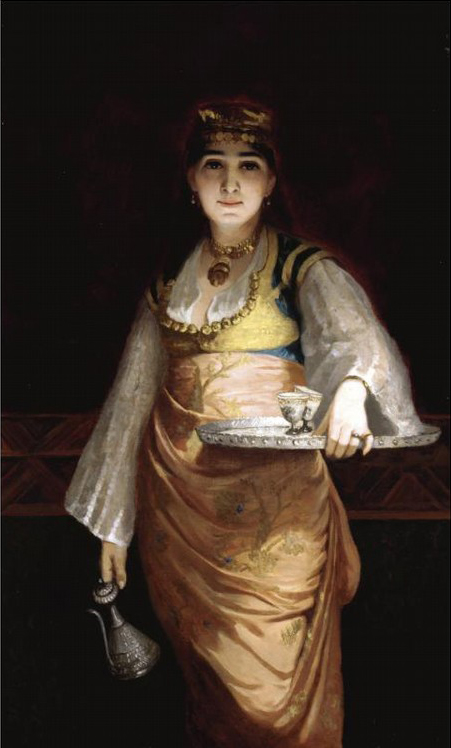
Odaliske

Louis Galliac (* 25. August 1849 in Dijon; † 1934) war ein französischer Genremaler sowie Maler des Orientalismus.
Galliac studierte an der École des beaux-arts de Paris bei Alexandre Cabanel sowie privat bei Adolphe Yvon und Léon Bonnat.
Louis Galliac beschäftigte sich ausschließlich mit Genre- und Porträtmalerei. Einige seiner Gemälde zeigten den Maler in seinem Atelier bei der Arbeit mit weiblichen Modellen. Ein Teil der Werke war dem orientalen Milieu gewidmet.
Von 1879 bis 1923 stellte er seine Werke auf dem Salon de Paris und auf dem Salon der Société des Artistes Français aus.
In Dijon wurde eine Straße nach ihm benannt.